# Estrada do Vinho de Baden
A Estrada do Vinho de Baden localiza-se a oeste da Floresta Negra, de Baden-Baden a Weil am Rhein, próximo à fronteira com a Suíça.

## Cidades e regiões
- Ortenau
- Kaiserstuhl
- Tuniberg
- Brisgóvia
- Markgräflerland